# Mädchen von Molzbach

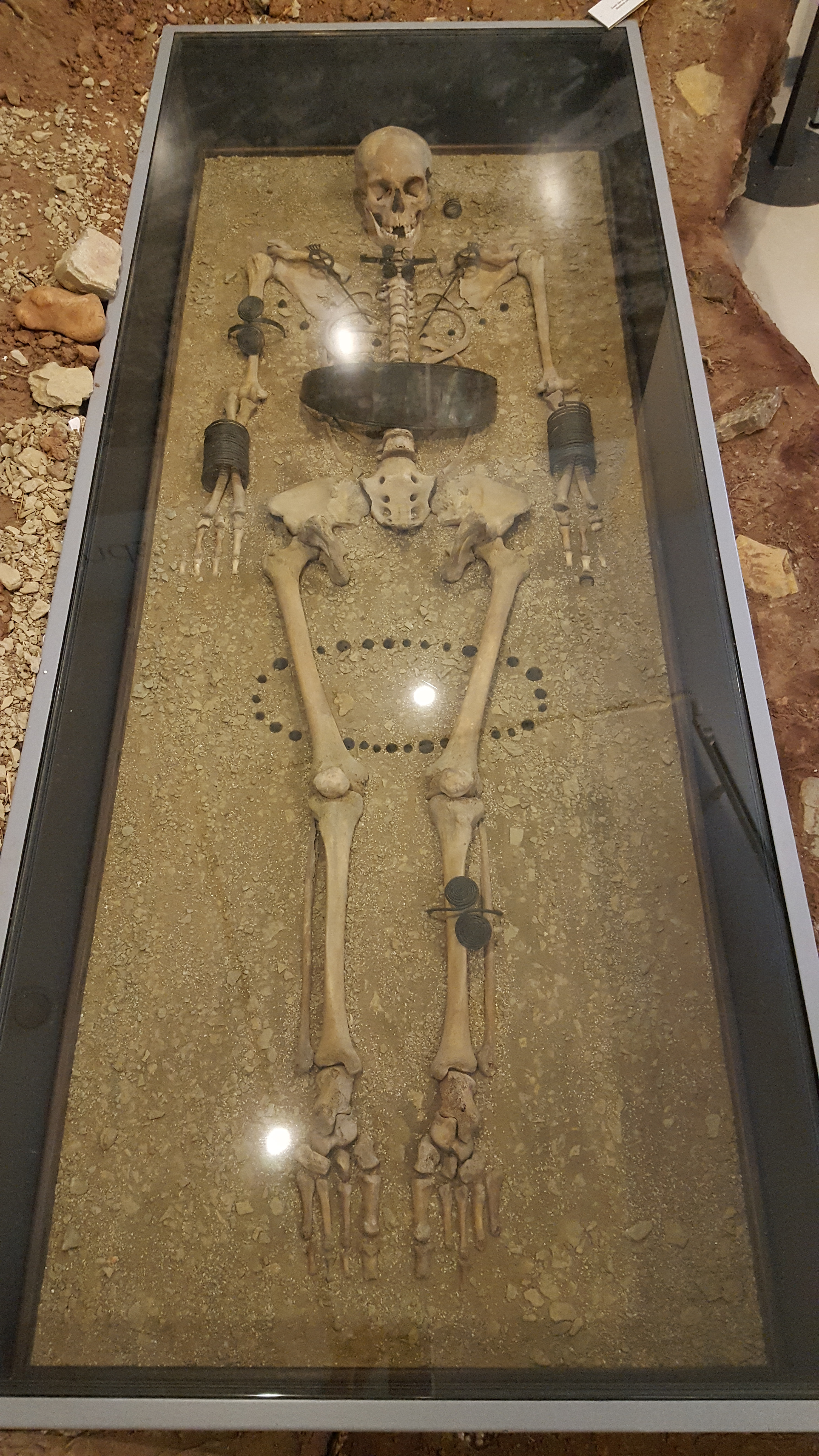
Rekonstruktion des Grabes des Mädchen von Molzbach im Konrad-Zuse-Museum Hünfeld

Das Mädchen von Molzbach oder Das reiche Mädchen von Molzbach bezeichnet das reichste Mädchengrab der Bronzezeit in Hessen. Diese Bestattung wurde als „Mädchen von Molzbach“ bekannt, da man ihr Alter zunächst auf etwa 12 bis 14 Jahre schätzte. Heute glaubt man, dass die Verstorbene um die 20 Jahre alt war. Die Vermutung wurde wissenschaftlich bestätigt: 2022 bekamen die Fuldaer Stadt- und Kreisarchäologin Milena Wingenfeld und der Radiologe Dr. M. Fokko Zilles die Knochen als Leihgabe aus Kassel zur Verfügung gestellt. Die genaue radiologische Untersuchung ergab, dass „das Mädchen“ tatsächlich eine junge Frau war, nach der Analyse der teils noch im Kiefer befindlichen Zähne war sie 21,8 Jahre.
Nachbildungen sind vor Ort im Hünfelder Konrad-Zuse-Museum zu besichtigen. Die originalen Funde sind im Hessischen Landesmuseum zu finden.

## Grabstätte
Nordöstlich von Molzbach, am Bomberg, befand sich ein Grabhügel aus der Bronzezeit, der heute nicht mehr sichtbar ist. Er maß 13 m im Durchmesser und 17 m in der Höhe. Gero von Merhart-Bernegg, erster Professor für Vor- und Frühgeschichte in Deutschland, untersuchte 1931 den Hügel. Als einziger Grabhügel im Fuldaer Land ist er  mit Kalksteinen errichtet worden, wodurch die Skelette noch gut erhalten sind. Während sich in anderen Grabhügeln ein oder zwei Skelette finden lassen, barg dieser 10, 17, nach anderer Quelle 24 Stück. Die Mehrzahl der Toten gehört der osthessischen Hügelgräberbronzezeit (Werra-Fulda-Gruppe) an. Die Archäologen kamen zu der Erkenntnis, dass dieser Hügel ursprünglich für einen Mann angelegt worden war. Die Bestattung des Mädchens war eine Nachbestattung. Der Grabhügel ist in seiner Kombination von  Größe, Anzahl der Bestattungen, Belegungszeitraum und reicher Frauenbestattung einzigartig im Umkreis der Rhön. Die Überreste des Mädchen von Molzbach fand man in Grab Nr. 8. Weitere Gräber stammen aus der Späthallstattzeit, eines aus der Frühlatènezeit.

## Schmuck und Beigaben

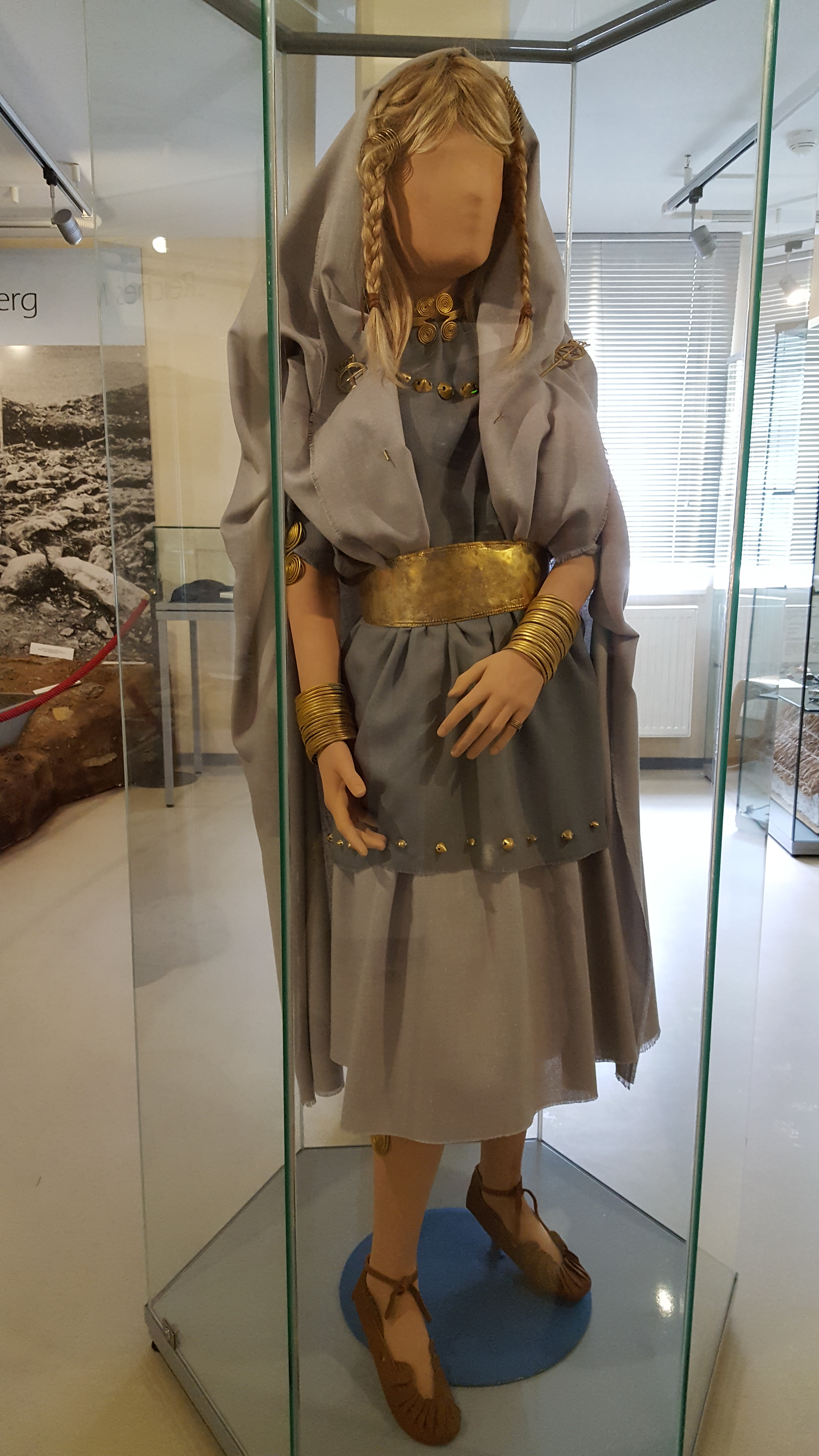
Lebensbild des Mädchen von Molzbach im Konrad-Zuse-Museum Hünfeld

Alle Schmuckstücke wurden in „körpergerechter“ Lage gefunden, d. h. dort, wo sie getragen bzw. befestigt worden waren.
Kleinere Beigaben waren eine kleine Klammer, ein Pferdezahn, ein Kuhzahn sowie zwei Scherben.

### Ringförmiger Schmuck
Um den Hals trug sie einen vierspiraligen Halsreif, mit gegenläufigen Endspiralen mit Dreieckverzierung. Solche Schmuckreifen gibt es vereinzelt im östlichen Bereich Hessens bis zum oberen Main. Den Großteil des rechten Arms bedeckte eine Spirale am Unterarm mit 17 Windungen, am linken Unterarm befand sich ein Gegenstück mit 19 Windungen. Den rechten Oberarm zierte ein breitbandiges Armband, dessen Enden in Spiralen auslaufen. Dieses im osthessischen Bereich übliche Schmuckstück lässt auf ein kurzärmeliges Gewand schließen. Am linken Fußgelenk trug das Mädchen zweispiraligen Schmuck. Solche Formen kennt man auch am oberen Main wie im Werragebiet. Dünndrahtige Spiralringe an der linken Kopfseite sowie zwei Spiralringe beim linken Oberarm werden dem Haarschmuck oder einer tuchartigen Kopfbedeckung zugerechnet.

### Flächiger Schmuck
Zwei flächige, runde Nadeln hielten das Gewand an den Schultern des Mädchens zusammen. Die sogenannten Radnadeln werden paarig getragen. Es sind jungbronzezeitliche Formen, zweischalig gegossen und durch eine aufgesetzte Krone selten. Spitze Hütchen mit Löchern zum Annähen, sogenannte Tutuli, waren offensichtlich Schmuckbesatz eines Mieders im Brustbereich. Weitere Tutuli, 43 aus Bronze und drei aus Weißmetall, fanden sich auf Oberschenkelhöhe und lassen auf ein geschmücktes Kleidungsstück schließen. Vermutlich waren die Hütchen in mehreren Reihen aufgenäht. Derart geformte Besatzstücke sind besonders am oberen Main, in der Gegend von Coburg, üblich. Eine Seltenheit ist das Gürtelblech aus offensichtlich heimischem Handwerk. Es umschloss die Hüfte, ist 45,5 cm lang, 9,6 cm breit und hat eine Punkt- oder Buckelverzierung.

## Deutung
Die meisten Bestattungen in diesem Hügel stammen aus der Bronzezeit. Das Mädchen von Molzbach ist am Ende der Hügelgräberbronzezeit, gegen 1300 v. Chr., anzusiedeln. Nicht alle Gräber des Hügels waren mit Beigaben versehen. Reiche Bronzeausstattungen wie diese sind allgemein eher die Ausnahme. Die kulturelle Heimat der Schmuckstücke zeigt Querverbindungen. Die Tracht der jungen Frau ist für Osthessen ungewöhnlich. Vermutlich wurde sie im südhessischen Bereich oder im Obermaingebiet geboren. Es wird vermutet, dass sie durch eine Heirat in diese Gegend umsiedelte. Das wäre auch für eine 12- bis 14-Jährige nach damaligen Gebräuchen sicherlich nicht unüblich gewesen. Weshalb gerade ihr Grab reichlich ausgestattet wurde, ist unklar, vermutlich hat es mit ihrem sozialen Status zu tun.